# 奈良徹
奈良 徹（なら とおる、5月7日 - ）は、日本の男性声優。埼玉県白岡市出身。ケンユウオフィス所属。

## 略歴
子供の頃に『機動戦士ガンダム』、『スタートレック』に影響を受けたが、宇宙、SF、恐竜といったことが好きであり、中学、高校時代は地学の教師になろうとしていたという。部活で剣道をしており、地学の教師になって部活で剣道を教えることが夢だったという。しかし大学に進学後、「ああ、ぼく学力が足りないんだ」ということに気が付いて剣道で飯を食べていけないため、「どうしたもんだろう」と思っていた。その時に偶々見ていた雑誌の『君も声優になろう!』といった広告があり、「うん、ぼくもなる!」、「なれる!なれちゃうじゃん!」とそのノリで、会社員を勤めながら土日に養成所に通って、養成所と並行でTalk backに通っていた。
日本ナレーション演技研究所、堀内賢雄主催のワークショップTalk back（2002年）を経て、ケンユウオフィスに所属。

## 人物・特色
声優としては、テレビアニメ、外画吹き替えなど、数多くの作品で活躍しており、CDドラマ、ラジオドラマ、ナレーションなども数多く務めている。
ハスキーな声質を持つ。趣味は歌、長風呂、読書、一人旅。資格は普通免許、剣道三段、書道六段、情報処理2種を所持。養成所時代(日ナレ)の同期に虹組キララがいる。

## 出演
太字はメインキャラクター。

### テレビアニメ
2003年
- 最遊記RELOAD（2003年 - 2004年、村人、妖怪、部下） - 2シリーズ
- 人間交差点（チーマーC）

2004年
- NARUTO -ナルト-（2004年 - 2006年、自来也〈幼少時代〉、木ノ葉の暗部）
- BECK（桜井裕志）
- MONSTER（2004年 - 2005年、記者C、子供B）

2005年
- ギャラリーフェイク（受刑者）
- 交響詩篇エウレカセブン（医師、通信士B）
- 蒼穹のファフナー RIGHT OF LEFT（立木惇）
- 闘牌伝説アカギ 〜闇に舞い降りた天才〜（チンピラA、不良B、組員A、黒スーツC、黒服 他）
- パタリロ西遊記!（使用人、修行者）
- Paradise Kiss（小西）
- ビューティフル ジョー（赤い水餃子のシャルル）
- プレイボール2nd（岩本）
- ぺとぺとさん（男A）
- まほらば〜Heartful days（映画男、酒田）

2006年
- ARIA The NATURAL（高校生暁の兄）
- 牙 -KIBA-（2006年 - 2007年、クラウド、キース、ゲゲ、コルヴォ、アーサー、ホセ 他）
- 女子高生 GIRL'S-HIGH（男性A）
- タマ&フレンズ 探せ!魔法のプニプニストーン
- 爆球Hit! クラッシュビーダマン（政雄）
- ひまわりっ!（スカラベ）
- BLACK LAGOON（ポランスキー、景山〈長男〉、マニサレラ カルテル、ホセ、ショットガン・アーニー、岡崎 他） - 2シリーズ
- Project BLUE 地球SOS（巡洋艦乗組員）
- 流星のロックマン（日上）

2007年
- Over Drive（勝木央二郎、不良、生徒、受付、観客、選手、委員）
- CLAYMORE（妖魔D、村人C、兵士2）
- 結界師（黄道）
- ケロロ軍曹（メガタン）
- 古代王者 恐竜キング Dキッズ・アドベンチャー（悪代官）
- 獣装機攻ダンクーガノヴァ（宅配の男）
- ハヤテのごとく!（2007年 - 2013年、ギルバート・ケント、巻田、柏木、鯉ヘルベス妖怪、三千院家SP 他） - 3シリーズ
- 遙かなる時空の中で3 紅の月（野党の頭）
- パンプキン・シザーズ（アラン）
- ひまわりっ!!（スカラベ、村人1、兵士2）
- メイプルストーリー（2007年 - 2008年、ギガン、トンフ、オクトパス、クロノス、オクトパス兵士 他）
- MAJOR 3rd season（青柳）
- レ・ミゼラブル 少女コゼット（農夫A）

2008年
- アリソンとリリア（飛行士）
- イナズマイレブン（2008年 - 2013年、宍戸佐吉、チェ・チャンスウ、アーロン・アダムス、茂日寛太、天城大地、さくら父 他） - 4シリーズ
- 屍姫シリーズ（2008年 - 2009年、牛島尋維） - 2シリーズ
- スキップ・ビート!（石橋慎一）
- ネオ アンジェリーク Abyss -Second Age-（船員）
- 秘密 〜The Revelation〜（委員会役員1、警官A、営業マン、老人、従業員B 他）
- 魔法遣いに大切なこと 〜夏のソラ〜（遠山哲也）
- ONE OUTS -ワンナウツ-（今井建一、米兵B、米兵たち、フィンガーズの選手）

2009年
- クロスゲーム（及川卓郎）
- 蒼天航路（黄蓋）
- テガミバチ（2009年 - 2011年、コケス、ヴィンセント） - 2シリーズ
- NARUTO -ナルト- 疾風伝（自来也〈幼少時代・幼少期〉、連合の忍）
- 鋼の錬金術師 FULLMETAL ALCHEMIST（ニール）

2010年
- ハートキャッチプリキュア!（男子生徒）
- ポケットモンスター ダイヤモンド&パール（オーバ）

2011年
- 逆境無頼カイジ 破戒録篇（北川、客〈3〉、男B、男C、客C、客G）
- スイートプリキュア♪（ファルセット）
- SKET DANCE（草部、黄孫〈兄〉、タクヤ）
- TIGER & BUNNY（ポーリー）
- ダンボール戦機（2011年 - 2013年、矢壁塀太、結城研介、センシマンの師匠） - 2シリーズ
- ちはやふる（2011年 - 2020年、西田優征） - 3シリーズ
- ブレイド（酔っ払いの男）

2012年
- たまごっち!（たんちっち）
- HUNTER×HUNTER（第2作）（ギド）
- BTOOOM!（今川義明）
- ポケットモンスター ベストウイッシュ（グレン）
- めだかボックス（鹿屋二年生）
- それいけ!アンパンマン（メロンおじさん〈2代目〉）
- ヨルムンガンド（スケアクロウ） - 2シリーズ

2013年
- カードファイト!! ヴァンガード シリーズ（2013年 - 2020年、石田ナオキ） - 9シリーズ
- はじめの一歩 Rising（黄桜大、エレキ・バッテリー）
- ビーストサーガ（シーレンス）

2014年
- 寄生獣 セイの格率（2014年 - 2015年、パラサイト〈B〉、佐々木先生、タンクトップの男、深見、諸田、伊藤 他）
- 金田一少年の事件簿R（佐久間猛）
- テラフォーマーズ（2014年 - 2016年、アレクサンドル・アシモフ） - 2シリーズ
- 棺姫のチャイカ（フロル）
- ポケットモンスター XY（ニコラ）
- マジンボーン（グストス）
- 妖怪ウォッチ（2014年 - 2023年、クマ〈熊島五郎太〉、ムリカベ、ハナホ人、ケータの父、セミまる、ムダヅカイ、アゲアゲハ、サンタク老師、まぼ老師、一旦ゴメン、だいだらぼっち、ガシャどくろ、ガマンモス、マイティードッグ、うみぼうず、コロンブス、アイタタタイムズ、だるまっちょ、おでんじん、オオツノノ神、鍋島明夫、どんどろ、コンブさん、歯磨貴婦人、ゴリだるま、武者かぶと、チョコボー④、あんのジョー、ぜっこう蝶、カブキ猿、チョコバナーナ 他） - 3シリーズ

2015年
- ジョジョの奇妙な冒険 スターダストクルセイダース（ヌケサク）
- フューチャーカード バディファイト シリーズ（2015年 - 2018年、炎魔バン / 四角炎王 バーンノヴァ / 漢気の拳王 バーンノヴァ） - 2シリーズ
- みにヴぁん（2015年 - 2016年、石田ナオキ）

2016年
- 逆転裁判 〜その「真実」、異議あり!〜（2016年 - 2019年、矢張政志〈天流斎マシス〉、時計の声） - 2シリーズ
- D.Gray-man HALLOW（ジジ＝ルゥジュン）
- DAYS（ひよ高キャプテン）
- ベイブレードバースト（2016年 - 2017年、紺田ホウジ） - 2シリーズ
- 僕のヒーローアカデミア（2016年 - 2024年、砂藤力道、スナイプ、オニマー） - 7シリーズ
- ReLIFE（社長）

2017年
- ACCA13区監察課（レイニー）
- 鬼平（小津屋源兵衛）
- MARGINAL#4 KISSから創造るBig Bang（綾小路パパ）
- 銀の墓守り（若龍）
- 魔法陣グルグル（カセギ）
- 境界のRINNE（ミイラの霊）
- BORUTO-ボルト- NARUTO NEXT GENERATIONS（尾道八朔）
- 鬼灯の冷徹（アナウンス）

2018年
- 妖怪ウォッチ シャドウサイド（2018年 - 2019年、亡霊番長、ケンジ、麒麟）
- つくもがみ貸します（野鉄）
- ゾイドワイルド（2018年 - 2019年、キャビア）
- 進撃の巨人（2018年 - 2022年、クラース、コスロ） - 4シリーズ
- ゾンビランドサガ（2018年 - 2021年、大古場） - 2シリーズ

2019年
- おしりたんてい（マレーグマ）
- 魔法少女特殊戦あすか（伊勢）
- イナズマイレブン オリオンの刻印（宍戸佐吉）
- 爆丸バトルプラネット（ストラタ、ヒドラノイド）
- MIX（2019年 - 2023年、西村拓味） - 2シリーズ
- どろろ（弥彦）
- GRANBLUE FANTASY The Animation Season 2（ゾンビ村人〈夫〉、ゾンビ村人）

2020年
- ドロヘドロ（松村、駆除者、十字目の売人）
- 社長、バトルの時間です!（ファット）
- ムヒョとロージーの魔法律相談事務所（賢人長）
- 恋とプロデューサー〜EVOL×LOVE〜（隊長）
- ドラゴンクエスト ダイの大冒険 (2020)（2020年 - 2021年、フレイザード）

2021年
- バック・アロウ（タイロン・ダスター）
- オッドタクシー（プロデューサー）
- 不滅のあなたへ（2021年 - 2023年、ナンド） - 2シリーズ

2022年
- 最遊記RELOAD -ZEROIN-（妖怪、使用人、軍の上官、夜盗、長老）
- ルパン三世 PART6（セド）
- ジョジョの奇妙な冒険 ストーンオーシャン（サンダー・マックイイーン）
- リーマンズクラブ（天野剣次）
- ポケットモンスター（オーバ）
- インセクトランド（ガブリエル）
- キャップ革命 ボトルマンDX（2022年 - 2023年、宇佐美セイメイ）
- ふしぎ駄菓子屋 銭天堂（大室竜司）
- ユーレイデコ（イスダー）
- うる星やつら (2022)（2022年 - 2024年、カラス天狗） - 2シリーズ

2023年
- 名探偵コナン（川野寅彦）
- ニンジャラ（バケット）
- 聖剣学院の魔剣使い（ヴィート・レオーネ）
- アンダーニンジャ（猫平、猫）
- MFゴースト（2023年 - 2024年、店長、カフェ店長） - 2シリーズ

2024年
- 治癒魔法の間違った使い方（アレク）
- ダンジョン飯（クロ）
- となりの妖怪さん（ヤス）
- 狼と香辛料 MERCHANT MEETS THE WISE WOLF（査定人）
- 逃げ上手の若君（腐乱）
- パズドラ（トゲアリ星人）

2025年
- ドラゴンボールDAIMA（サードアイ泥棒）
- 戦隊レッド 異世界で冒険者になる（ユーゲス）
- 凍牌〜裏レート麻雀闘牌録〜（原）
- ドラえもん（テレビ朝日版第2期）（編集長）
- 最強の王様、二度目の人生は何をする?（ダントン）
- 片田舎のおっさん、剣聖になる（イブロイ・ハウルマン）
- 地獄先生ぬ〜べ〜 (2025)（広の父）

### 劇場アニメ
2007年
- ジョジョの奇妙な冒険 ファントムブラッド（ブラフォード、警官）

2010年
- 劇場版イナズマイレブン 最強軍団オーガ襲来（宍戸佐吉）
- 劇場版 機動戦士ガンダム00 -A wakening of the Trailblazer-
- TRIGUN Badlands Rumble

2011年
- 鬼神伝（ガキ大将）
- 劇場版イナズマイレブンGO 究極の絆 グリフォン（天城大地）
- 手塚治虫のブッダ -赤い砂漠よ!美しく-

2012年
- アシュラ

2013年
- キャプテンハーロック -SPACE PIRATE CAPTAIN HARLOCK-

2014年
- 劇場版 カードファイト!! ヴァンガード ネオンメサイア（石田ナオキ）
- 映画 妖怪ウォッチ 誕生の秘密だニャン!（クマ〈熊島五郎太〉、ケータの父、やまと、ミチクサメ、セミまる、ヒグラシまる、ムリカベ、泥田坊）

2015年
- 映画 妖怪ウォッチ エンマ大王と5つの物語だニャン!（ハナホ人、だいだらぼっち）

2018年
- 僕のヒーローアカデミア THE MOVIEシリーズ（2018年 - 2024年、砂藤力道） - 3作品
- 映画 妖怪ウォッチ FOREVER FRIENDS（カラス天狗、アイタタタイムズ）

2021年
- リョーマ! The Prince of Tennis 新生劇場版テニスの王子様（クリス・バークマン）
- 映画 妖怪ウォッチ♪ ケータとオレっちの出会い編だニャン♪ワ、ワタクシも〜♪♪（クマ、ケータの父）

2022年
- 鹿の王 ユナと約束の旅
- 映画 オッドタクシー イン・ザ・ウッズ
- THE FIRST SLAM DUNK（深津一成）

2024年
- 映画 イナズマイレブン総集編 伝説のキックオフ（宍戸佐吉）

### OVA
- 名探偵コナン 女子高生探偵 鈴木園子の事件簿（2008年、南沢淳平）
- 聖闘士星矢 THE LOST CANVAS 冥王神話（2010年、ウィンバー）
- ちはやふる（2013年、西田優征） - コミックス第22巻DVD付き限定版
- イナズマイレブン Reloaded（2018年、宍戸佐吉）

### Webアニメ
- 聖闘士星矢 黄金魂 -soul of gold-（2015年、シグムント）
- ベイウォーリアーズ サイボーグ（2015年、ガイ）
- 無限の住人-IMMORTAL-（2019年 - 2020年、尸良[33]）
- 爆丸アーマードアライアンス（2020年 - 2021年、ストラタ）
- 爆丸ジオガンライジング（2021年 - 2022年、ストラタ）
- BASTARD!! -暗黒の破壊神-（2022年、ケビダブ）
- LUPIN ZERO（2022年、マリオン）
- 爆丸レジェンズ（2023年、ストラタ）
- ライジングインパクト（2024年、グッチョ）

### ゲーム
2005年
- プリンセスコンチェルト（ローゼン、セウレス国王、兵士）

2006年
- 絶体絶命都市2 -凍てついた記憶たち-（佐伯聡、辺見泰造）
- パチパラ13 〜スーパー海とパチプロ風雲録〜（藤原秀麻呂、早乙女真一）

2007年
- パチパラ14 〜風と雲とスーパー海IN沖縄〜（藤原秀麻呂、鷹山健）
- マナケミア 〜学園の錬金術士たち〜
- ラチェット&クランク FUTURE（ラスティ・ピート）
- ルパン三世 ルパンには死を、銭形には恋を

2008年
- イナズマイレブン（2008年 - 2010年、宍戸佐吉、チャンスゥ） - 3作品
- スーパーロボット大戦Z
- 無限のフロンティア スーパーロボット大戦OGサーガ（毒馬頭 他）

2009年
- アンチャーテッド 黄金刀と消えた船団

2010年
- スーパーストリートファイターIV（サンダー・ホーク）
- ニード・フォー・スピード ホット・パースート
- 無限のフロンティアEXCEED スーパーロボット大戦OGサーガ（毒馬頭 他）

2011年
- イナズマイレブン ストライカーズ（2011年 - 2012年、宍戸佐吉、五条勝、ヘルメス、チェ・チャンスゥ、ダイッコ、天城大地、江島一八、ストロウ、ゴウズ） - 3作品
- イナズマイレブンGO（2011年 - 2012年、天城大地、近代知学、五条勝、医者、佐久間信盛、張飛、議員B） - 2作品
- 遙かなる時空の中で5（西郷隆盛）

2012年
- 特殊報道部（金武弘樹）
- PROJECT X ZONE（ゴブリン、毒馬頭、WRレッド・重装型）
- Borderlands 2（サルバドール）

2013年
- アラビアンズ・ダウト〜The engagement on desert〜（アルメダ＝レティーフ、ヨシュア＝シンク）
- スーパーロボット大戦UX（ガラン軍兵士）
- デジモンアドベンチャー
- 妖怪ウォッチ（セミまる、ミチクサメ、青鬼、あおべえあかべえ〈あおべえ〉、亡霊武者 他）

2014年
- ウルトラストリートファイターIV（サンダー・ホーク）
- カードファイト!! ヴァンガード ロック オン ビクトリー!!（石田ナオキ）
- 第3次スーパーロボット大戦Z 時獄篇
- 妖怪ウォッチ2 元祖/本家/真打（泥田坊、ガシャどくろ、一旦ゴメン、ガマンモス、やまと、難怪、でるくいたたき、ハナホ人 他）

2015年
- グランブルーファンタジー（ヴァンツァ）
- ザクセスヘブン（白石鋼）
- テラフォーマーズ 紅き惑星の激闘（アレクサンドル・アシモフ）
- PROJECT X ZONE 2:BRAVE NEW WORLD（追跡者〈ネメシス-T型〉、毒馬頭）
- Bloodborne The Old Hunters Edition（重病人〈ギルバート〉）
- 妖怪ウォッチバスターズ 赤猫団/白犬隊（ムリカベ、マイティードッグ 他）
- 妖怪ウォッチ ぷにぷに

2016年
- カードファイト!! ヴァンガードG ストライド トゥ ビクトリー!!（石田ナオキ）
- ベイブレードバースト（紺田ホウジ）
- 妖怪三国志
- 妖怪ウォッチ3 スシ/テンプラ/スキヤキ（スカイシャリマン、コロンブス、あっけら艦、アイタタタイムズ、あんのジョー、歯磨貴婦人、オトナカイ、ポン骨、キリスギリス、プラチナ鬼、福禄寿、クロノオーメン、クマ〈熊島五郎太〉、ケータの父 他）

2017年
- ウルトラストリートファイターII -The Final Challengers-（サンダー・ホーク）
- 巨影都市（武藤克広）
- 妖怪ウォッチバスターズ2 秘宝伝説バンバラヤー ソード/マグナム（ガシャどくろT、ゴーウィン、エルドラゴーン、バスコダ・ガマ、バイKING 他）
- 地球防衛軍5（軍曹）

2018年
- 妖怪三国志 国盗りウォーズ
- 聖剣伝説2 SECRET of MANA
- ブレイドスマッシュ（グレイヴ、斬奇郎）
- ベイブレードバースト バトルゼロ（紺田ホウジ）

2019年
- 妖怪ウォッチ4 ぼくらは同じ空を見上げている / 4++（ムリカベ、ハナホ人、バンチョー / 亡霊番長、きぼりっクマ / 鬼熊、麒麟、クマ、ケータの父 他）
- 妖怪ウォッチ1 for Nintendo Switch（クマ、ケータの父、セミまる、ヒグラシまる、ミチクサメ 他）
- WAR OF THE VISIONS ファイナルファンタジー ブレイブエクスヴィアス 幻影戦争（ベイロ）

2020年
- The Last of Us Part II（瘢痕男性）
- ジョジョのピタパタポップ（ヌケサク）
- 妖怪学園Y 〜ワイワイ学園生活〜（ムリカベ、セミまる）

2021年
- ドラゴンクエスト ダイの大冒険 クロスブレイド / -魂の絆-（フレイザード） - 2作品
- モンスターハンターストーリーズ2 〜破滅の翼〜
- モンスターストライク（2021年 - 2022年、氷炎将軍フレイザード、サンダー・マックイイーン）
- レインボーシックス シージ（フローレス）
- Far Cry 6（アレハンドロ・モンテロ）

2022年
- 刀剣乱舞無双（徳川秀忠、服部半蔵）
- 機動戦士ガンダム U.C. ENGAGE（レフィ）
- LOST JUDGMENT 裁かれざる記憶（千田四郎）
- レゴ スター・ウォーズ：スカイウォーカー・サーガ
- 地球防衛軍6（軍曹）
- ジョジョの奇妙な冒険 オールスターバトルR（ヌケサク）

2023年
- ヘブンバーンズレッド（イカ仕入れ屋）
- なつもん！20世紀の夏休み（ヨースケ）
- インフィニティ ストラッシュ ドラゴンクエスト ダイの大冒険（フレイザード）
- ドラゴンクエストモンスターズ3 魔族の王子とエルフの旅（ほねリーダー〈エクサ・アリーナ〉、カズルの悪魔）

2024年
- SILENT HILL 2（エディー・ドンブラウスキー）

### 吹き替え

#### 担当俳優
ザック・ガリフィアナキス
- ハングオーバー!シリーズ（アラン・ガーナー）
  - ハングオーバー! 消えた花ムコと史上最悪の二日酔い
  - ハングオーバー!! 史上最悪の二日酔い、国境を越える
  - ハングオーバー!!! 最後の反省会

- ビトウィーン・トゥ・ファーンズ: ザ・ムービー（本人）
- マーダーズ・イン・ビルディング（本人）

ジョナ・ヒル
- ウォー・ドッグス（エフレム）
- ドント・ルック・アップ（ジェイソン・オーリアン）
- 21ジャンプストリート（シュミット）※ソフト版
- 22ジャンプストリート（シュミット）

ケヴィン・ハート
- ケヴィン・ハートのアフリカ系アメリカ人の歴史（本人）
- ダイ・ハート（本人）
  - ダイ・ハート2：ダイ・ハーター

#### 映画
- アイス・クエイク
- あの夜、マイアミで
- アルビン/歌うシマリス3兄弟
- アンストッパブル（デューイ）
- アンダーワールド: エボリューション
- イントゥ・ザ・ブルー2
- ヴァンパイア・ベビーシッター（ベニー）
- ウェイキング・ライフ
- ARQ: 時の牢獄（ブラザー）
- 8 Mile（ソー・ジョージ〈オマー・ベンソン・ミラー〉）
- 80 For Brady: エイティ・フォー・ブレイディ（パット〈ロブ・コードリー〉）
- エイリアン∞インフィニティー（マイク）
- エルム街の悪夢（クエンティン〈カイル・ガルナー〉）
- オール・アイズ・オン・ミー（トゥパック・シャクール〈ディミートリアス・シップ・Jr〉）
- オールド・ルーキー
- 俺たちポップスター（ハンター）
- カサブランカ（サム〈ドーリー・ウィルソン〉）※PDDVD版
- 家門の危機（デソ）
- カンフーシェフ（ホアン・ジョー）
- 紀元前1万年（カタン）※テレビ朝日版
- キャッツ（ソクラテス）
- ギャングスターズ 明日へのタッチダウン（ジュニア）
- キューブ ゼロ（クイグリー）
- グッド・ライ 〜いちばん優しい嘘〜（マメール〈アーノルド・オーチェン〉）
- グエムル-漢江の怪物-（ドナルド）
- ゲーム・プラン（ウェバー）
- COVENANT（ライアン）
- ザ・タウン（グロンジー〈スレイン〉）
- サム（ギジュン）
- サラブレッド（ティム〈アントン・イェルチン〉）
- 幸せのちから（男性運転手〈ジョセフ・ヌネズ〉）※ソフト版
- 16ブロック（オルティズ）
- シティ・オブ・メン（アセロラ）
- シャドーマン（シュミット）
- 軍鶏（マサ）
- 守護神（ウェザリー）
- スターシップ・トゥルーパーズ レッドプラネット（ダッチ・カンター）
- ストンプ!（ビショップ）
- ストンプ・ザ・ヤード（ノエル）
- 素晴らしきかな、人生（ラフィ〈ジェイコブ・ラティモア〉）
- セルラー ※テレビ朝日版
- 007 ダイヤモンドは永遠に
- 007は二度死ぬ
- 抱きたいカンケイ（イーライ）
- 沈黙の奪還
- ツォツィ（アープ）
- ディア・ウェンディ（セバスチャン）
- デューンシリーズ
  - DUNE/デューン 砂の惑星（パイロット[53]）
  - デューン 砂の惑星PART2（ハルコンネン佐官1[54]）
- 24エスケープ（ハンス）
- ドクター・スリープ（デイビッド・ストーン〈ザッカリー・モモー〉[55]）
- ドラムライン（アーネスト）
- トリノ、24時からの恋人たち（マウリツィオ）
- NEXT -ネクスト-（キャバノー〈トリー・キトルズ〉）
- ハート・オブ・ザ・ハンター（ズコ〈ボンコ・コーザ〉）
- バイオハザードIV アフターライフ（エンジェル・オーティス）※劇場公開版
- パイレーツ・オブ・カリビアン
- ハッスル・キング（歓）
- パパVS新しいパパ（グリフ〈ハンニバル・バレス〉）
- パパVS新しいパパ2
- ハングオーバー・ゲーム（ザック〈ハーバート・ラッセル〉）
- フーリガン（スウィル）
- 復讐者に憐れみを（中華料理店配達員）
- +1［プラスワン］
- Blood Crime（エド）
- ペイチェック 消された記憶（ジュード） ※テレビ朝日版
- ベイビーママ（オスカー）
- ヘル・ファイヤー HELL FIRE（コール）
- マッドバウンド 哀しき友情（ロンゼル・ジャクソン〈ジェイソン・ミッチェル〉）
- マッドマックス 怒りのデス・ロード（スリット〈ジョシュ・ヘルマン〉）※劇場公開版
- ミッドウェイ（ガイド〈ニック・ジョナス〉[56]）
- ミラーズ2（ヘンリー・スカウ〈エヴァン・ジョーンズ〉）
- 麦の穂をゆらす風（ローリー）
- ライラの冒険 黄金の羅針盤
- ラッキー・ガイ（福）
- Lover's Prayer（デニス）
- #REALITYHIGH（フレディ）
- レッド・ノーティス[57]
- レディ・イン・ザ・ウォーター
- ワイルド・スピードX2（ジミー）※テレビ朝日版
- ワンス・アンド・フォーエバー（ウレット）
- ワンナイト・イン・モンコック（靚輝〈サム・リー〉）

#### ドラマ
- iCarly（アンドレ）
- アガサ・クリスティー ミス・マープル 予告殺人（エドマンド）
- ER XI 緊急救命室 #229（ヒューズ〈アマド・ジャクソン〉）
- ER XIV 緊急救命室 #293（ティム・ダニエルズ〈シスコ・レイエス〉）
- 1%の奇跡（インギュ）
- ヴァンパイア・ダイアリーズ（マット・ドノバン）
- WITHOUT A TRACE/FBI 失踪者を追え!（ジョニー）
- 宇宙船レッド・ドワーフ号（ノディ〈ジェレミー・スウィフト〉）
- エイリアス
- エンジェル（アンドリュー）
- オール・ザット（シェーン）
- オリジナルズ（マット・ドノバン）
- キッドナップ（オットー）
- キリング・イヴ/Killing Eve（マーティン）
- ギルモア・ガールズ（ヘンリー）
- グッド・ワイフ（ロビー・キャントン）
- クリミナル・マインド3 FBI行動分析課 #4（ゲーリー）
- クリミナル・マインド7 FBI行動分析課 #12（ハーマン・スコビー）
- GRIMM/グリム（アーノルド）
- ゲーム・オブ・スローンズ（ジェフ）
- コールドケース 迷宮事件簿（ジュリー）
- GOTHAM/ゴッサム（ノートン）
- ザ・グリッド（カズ）
- ザ・ゲーム・オブ・ライフ（ディエゴ）
- ザ・ソプラノズ 哀愁のマフィア（ロン）
- ナイト・オブ・キリング 失われた記憶（トレヴァー）
- ザ・ブリンク/史上最低の作戦（グレン）
- CSI:科学捜査班（ジャービス）
- CSI:ニューヨーク（ルイス）
- CSI:マイアミ9（ダグ）
- シークレット・アイドル ハンナ・モンタナ（コレリ先生）
- ジェシカ・ジョーンズ（チャズ）
- 新ビバリーヒルズ青春白書（ディクソン）
- スーパーナチュラル（レン）
- SCORPION/スコーピオン（オーウェン・シュガー）
- スターゲイト アトランティス（エイデン・フォード）
- スタートレック:エンタープライズ（ナーグ）
- スタートレック:ディスカバリー（ドクター・ヒュー・カルバー）
- ソウルメイト（チュホ）
- 太王四神記
- THIS IS US（ダリル）
- テキサス獣医 奮戦記（ブルー）
- デクスター 〜警察官は殺人鬼（アントン・ブリッジス〈デヴィッド・ラムゼイ〉）
- デスパレートな妻たち7
- トーチウッド 人類不滅の日（ノア）
- トゥルー・コーリング
- TRUE DETECTIVE/二人の刑事（ギルバウ〈マイケル・ポッツ〉）
- ドレスデン・ファイル（ダンテ）
- トワイライト・ゾーン1 #1 「コメディアン」 （J・C・ウィーラー〈トレイシー・モーガン〉）
- ナルコス（ギデオン・ロペス）
- 初恋
- 花ざかりの君たちへ（北花田）
- HEROES REBORN/ヒーローズ・リボーン（マイカ）
- ビクトリアス（アンドレ・ハリス）
- PING PONG（スン・ション）
- フーディーニ&ドイルの怪事件ファイル 〜謎解きの作法〜（カーソン）
- ブラインドスポット タトゥーの女（ハキム）
- ブラック・ミラー（ジェイデン）
- THE BLACKLIST/ブラックリスト
  - シーズン2（ヤバーリ）、#22（セルストロム）
  - シーズン4 #21（マリオ･ディクソン〈オルディス・ホッジ〉）
  - シーズン5 #6（アイザイア・ヒル）
  - シーズン6 #4（トム・ハーデコフ）、#8（オスカー・サンドヴァル）、#17（タイラー・ウィットモア）
- フラッシュフォワード（サイモン・キャンパス）
- フラッシュポイント -特殊機動隊SRU-（アダム・ジャクソン）
- BONES（ケネス）
- マーダーズ・イン・ビルディング[58]（ウィル・サベージ）
- Misfits/ミスフィッツ-俺たちエスパー!（ブルーノ）
- ミッシング -サイキック捜査官- #16（モーリス・ビリングス）
- メントーズ 〜世界の偉人たちからのメッセージ〜（アレックス）
- ヤング・スーパーマン（サイボーグ）
- 四姉妹物語（ギチョル）
- ルーツ（カラビ）
- LUCIFER/ルシファー（ジェリー、ヴィンセント・ルメック)
- レガシーズ（マット・ドノバン）
- ROME［ローマ］

#### テレビ番組
- プロジェクト・ランウェイ ティム・ガンに学べ（シャン・キース・オリヴァー）
- 本当にあった㊙#衝撃ファイル[59]

#### アニメ
- WALL・E/ウォーリー
- 怪奇ゾーン グラビティフォールズ（ラブ・ゴッド）
- 学園NINJA ランディ（ハワード）
- カンフー・パンダ（シーウー）
- クラスメイトはモンキー（ジェイク）
- ザ・スター はじめてのクリスマス
- サムライジャック（アスター）
- サンダーバード ARE GO（ウィリアムズ）
- 新 キャプテン・スカーレット（オブライエン）
- SING/シング（ノーマン）
- SING/シング: ネクストステージ（ノーマン）
- スーパーヒーロー・パンツマン（レイン）
- スター・ウォーズ/クローン・ウォーズ (テレビアニメ)（ダー）
- スター・ウォーズ:ヤング・ジェダイ・アドベンチャー（ハップ[60]）
- ティンカー・ベルと月の石
- トムとジェリー テイルズ
- ハルク: スマッシュヒーローズ（ソウロン）
- 万聖街（狼人間代表）
- ビクター&バレンティノ（ミゲリト）
- フラニーズ・フィート（ジターズ）
- ブルーイ（バンディット）
- モンスター・イン・パリ 響け!僕らの歌声（エミール）
- LEGO® スーパー・ヒーローズ:ジャスティス・リーグ 〈悪の軍団誕生〉（トリックスター）
- ロード・オブ・ザ・リング/ローハンの戦い（野人戦士9[61]）

### ボイスオーバー
- 地球ドラマチック
  - 「ポンペイ"骨"が語る真実」
  - 「サグラダ・ファミリア 未完の傑作」

### ラジオ
※はインターネット配信。
- ヴァンガードラジオ 宮地学園放送局（2013年 - 2014年、HiBiKi Radio Station※）
- ヴァンガードラジオ 俺たちレギオンメイト（2014年、HiBiKi Radio Station※）[62]
- ゾイドワイルド〜本能解放ラジオ〜（2018年、MBSラジオ）

### CD

#### ドラマCD
- イナズマイレブンGO ドラマCD「特訓の絆!!」（天城大地[63]）
- カオシックルーン（中山ジロウ、トウマ）
- スーパーロボット大戦OG×無限のフロンティア スペシャルドラマ&サウンドトラックDisc（シャドウミラー兵A、オペレーターD、ベーオウルブズ兵）
- 遙かなる時空の中で5 夜明け前 壱（西郷隆盛）

#### 音楽CD
- カードファイト!! ヴァンガード キャラクターソングアルバム ソングス・オブ・宮地学園カードファイト部（石田ナオキ）
- ちはやふる オリジナル・サウンドトラック&キャラクターソング集 第1首（西田優征）

#### BLCD
- 青い羊の夢（シキ）
- あばずれ（志垣俊弥）
- 嘘つきはだれだ（クラスメイト）
- 王朝夏曙ロマンセ（左中弁嗣沼妄）
- かわいい悪魔（信奉者A）
- 貴族 シリーズ
  - 貴族と熱砂の皇子（楠大使）
  - 香港貴族に愛されて（サミー・アウ）
- キミに可愛がられたい!（高木教諭）
- くびすじにkiss 〜香港夜曲〜（コリン）
- 凍る灼熱・番外編・紳士協定（男2）
- 言ノ葉ノ花（小寺健二）
- 聖なる夜のスキャンダル（男性1）
- セラピストは眠れない（三好）
- 抱きしめても怒りませんか?（おじさん）
- 罪な復讐（木村）
- どうしようもないけれど（男性社員2）
  - どうしようもないけれど（男子社員C）※「Dear+」100号特別付録CD
- 新妻きらきら日記（小泉二誓）
- 春を抱いていた シリーズ
  - 春を抱いていた 6（進行役）
  - 春を抱いていた 7（助監督）
- ひそやかな微熱（ボーイ）
- 水に眠る恋（久住の同期）
- ヤバイ気持ち（生徒）
- 唯我独尊な男（三上）
- 恋愛操作 シリーズ（梶）
  - 恋愛操作
  - 恋愛操作 2
  - 恋愛操作 LOVER'S CHAIR

#### ラジオCD
- ラジオCD「立ち上がれ!僕らのヴァンガード」Vol.9（録りおろし特別版ゲスト）[64]

### 実写映画
- 立喰師列伝（ヴォイスキャスト）

### PV
- おじさんがなぜか可愛い。1巻発売記念PV（2023年、佐倉[65]）

### シリーズ一覧
1. ↑  『最遊記RELOAD』（2003年）、『最遊記RELOAD GUNLOCK』（2004年）
2. ↑  第1期（2006年）、第2期『The Second Barrage』（2006年）
3. ↑  第1作（2007年）、第2作『ハヤテのごとく!!』（2009年）、第4作『ハヤテのごとく！ Cuties』（2013年）
4. ↑  『イナズマイレブン』（2008年 - 2011年）
【イナズマイレブンGO】
第1期（2011年 - 2012年）、第2期『クロノ・ストーン』（2012年 - 2013年）、第3期『ギャラクシー』（2013年）
5. ↑  第1期『屍姫 赫』（2008年）、第2期『屍姫 玄』（2009年）
6. ↑  第1期（2009年）、第2期『REVERSE』（2011年）
7. ↑  第1期（2011年 - 2012年）、第2期『W』（2012年 - 2013年）
8. ↑  第1期（2011年 - 2012年）、第2期『2』（2013年）、第3期『3』（2019年 - 2020年）
9. ↑  第1期（2012年）、第2期『PERFECT ORDER』（2012年）
10. ↑  【2011年版『カードファイト!! ヴァンガード』シリーズ】

第3期『リンクジョーカー編』（2013年 - 2014年）、第4期『レギオンメイト編』（2014年）

【『カードファイト!! ヴァンガードG』シリーズ】

第2期『ギアースクライシス編』（2015年 - 2016年）、第3期『ストライドゲート編』（2016年）、第4期『NEXT』（2017年）

【2018年版『カードファイト!! ヴァンガード』シリーズ】

中・高校生編（2018年 - 2019年）、続・高校生編（2019年）、新右衛門編（2019年 - 2020年）、『外伝 イフ-if-』（2020年）
11. ↑  第1期（2014年）、第2期『リベンジ』（2016年）
12. ↑  『妖怪ウォッチ』（2014年 - 2018年）、『妖怪ウォッチ!』（2019年）、『妖怪ウォッチ♪』（2021年 - 2023年）
13. ↑  第2期『100』（2015年）、第4.5期『X オールスターファイト』（2018年）
14. ↑  Season1（2016年）、Season2（2018年 - 2019年）
15. ↑  第1期（2016年 - 2017年）、第2期『神（ゴッド）』（2017年）
16. ↑  第1期（2016年）、第2期（2017年）、第3期（2018年）、第4期（2019年 - 2020年）、第5期（2021年）、第6期（2022年 - 2023年）、第7期（2024年）
17. ↑  Season 3 Part 1（2018年）、Season 3 Part 2（2019年）、The Final Season Part 1（2020年 - 2021年）、The Final Season Part 2（2022年）
18. ↑  第1期（2018年）、第2期『リベンジ』（2021年）
19. ↑  1ST SEASON（2019年）、2ND SEASON『MEISEI STORY 〜二度目の夏、空の向こうへ〜』（2023年）
20. ↑  第1シリーズ（2021年）、第2シリーズ（2022年 - 2023年）
21. ↑  第1期（2022年）、第2期（2024年）
22. ↑  1st Season（2023年）、2nd Season（2024年）
23. ↑  『イナズマイレブン』（2008年）、『2 脅威の侵略者 ファイア/ブリザード』（2009年）、『3 世界への挑戦!! スパーク/ボンバー/ジ・オーガ』（2010年）
24. ↑  『ストライカーズ』『2012エクストリーム』（2011年）、『GO 2013』（2012年）
25. ↑  『シャイン/ダーク』（2011年）、『2 クロノ・ストーン ネップウ/ライメイ』（2012年）

### 初出話一覧
1. 1 2  第20話初出
2. ↑  第11話初出
3. 1 2  第1話初出
4. ↑  第5話初出
5. ↑  第2話初出
6. ↑  第3話初出
7. 1 2  第7話初出
8. ↑  第329話初出
9. ↑  第15話初出
10. ↑  第25話初出
11. ↑  第774話初出
12. ↑  第4話初出
13. ↑  第6話初出